# Elephantomyia (Elephantomyia) westwoodi antillarum
Elephantomyia (Elephantomyia) westwoodi antillarum is een ondersoort van de tweevleugelige Elephantomyia (Elephantomyia) westwoodi uit de familie steltmuggen (Limoniidae). De ondersoort komt voor in het Neotropisch gebied.